# Carpophthoromyia litterata
Carpophthoromyia litterata är en tvåvingeart som först beskrevs av Munro 1933.  Carpophthoromyia litterata ingår i släktet Carpophthoromyia och familjen borrflugor. Inga underarter finns listade.